# Suecia en el Festival de la Canción de Eurovisión Junior
Suecia fue uno de los países fundadores que debutó en el I Festival de Eurovisión Junior en 2003.
Ha participado en el Festival de Eurovisión Junior 11 veces desde su creación en 2003. Dos organismos de radiodifusión han sido responsables de la representación sueca en el festival. Sveriges Television (SVT) fue responsable entre 2003 y 2005, hasta que se retiró junto con otros organismos de radiodifusión nórdicos para participar en el Melodi Grand Prix Nordic. A partir de 2006, la cadena comercial TV4 ha tomado la responsabilidad de representar al país en el concurso infantil.
Durante sus años participando en el certamen, Suecia ha faltado sólo en dos ocasiones. En 2008, TV4 se retiró del certamen debido a cambios programáticos de la cadena durante ese año. En 2009, la cadena confirmó su regreso al festival,
pero en 2015 se retiraron.
Su puntuación media hasta su última retirada es de 50,73 puntos.

## Participación
| 2003                           | Copenhague  | The Honeypies          | «Stoppa mig!»              | 15 | 12  |
| 2004                           | Lillehammer | Limelights             | «Varför jag?»              | 15 | 8   |
| 2005                           | Hasselt     | M+                     | «Gränslös kärlek»          | 15 | 22  |
| 2006                           | Bucarest    | Molly Sandén           | «Det finaste någon kan få» | 3  | 116 |
| 2007                           | Rótterdam   | Frida Sandén           | «Nu eller aldrig»          | 8  | 83  |
| No participó en 2008           |             |                        |                            |    |     |
| 2009                           | Kiev        | Mimmi Sandén           | «Du»                       | 6  | 68  |
| 2010                           | Minsk       | Josefine Ridell        | «Allt jag vill ha»         | 11 | 48  |
| 2011                           | Ereván      | Eric Rapp              | «Faller»                   | 9  | 57  |
| 2012                           | Ámsterdam   | Lova Sönnerbo          | «Mitt mod»                 | 6  | 70  |
| 2013                           | Kiev        | Elias Elffors Elfström | «Det är dit vi ska»        | 9  | 46  |
| 2014                           | Marsa       | Julia Kedhammar        | «Du är inte ensam»         | 13 | 28  |
| No participó entre 2015 y 2025 |             |                        |                            |    |     |

## Votaciones
Suecia ha dado más puntos a...
| N.º | País         | Pts |
| --- | ------------ | --- |
| 1   | Países Bajos | 64  |
| 2   | Rusia        | 63  |
| 3   | Armenia      | 58  |
| 4   | Bielorrusia  | 45  |
| 5   | Bélgica      | 36  |
| 6   | España       | 34  |
| 7   | Dinamarca    | 32  |
| 8   | Georgia      | 31  |
| 9   | Serbia       | 29  |
| 10  | Ucrania      | 28  |

Suecia ha recibido más puntos de...
| N.º | País                | Pts |
| --- | ------------------- | --- |
| 1   | Países Bajos        | 51  |
| 2   | Bélgica             | 46  |
| 3   | Bielorrusia         | 35  |
| 4   | Rusia               | 31  |
| 5   | Ucrania             | 30  |
| 6   | Serbia              | 21  |
| 7   | Malta               | 20  |
| 7   | Macedonia del Norte | 20  |
| 8   | Armenia             | 17  |
| 9   | Dinamarca           | 16  |
| 9   | Lituania            | 16  |
| 9   | Moldavia            | 16  |
| 10  | Rumania             | 15  |

## Portavoces
| Año  | Portavoz               | 12 Puntos    |
| ---- | ---------------------- | ------------ |
| 2014 | Elias Elffors Elfström | Países Bajos |
| 2013 | Lova Sönnerbo          | Rusia        |
| 2012 | Leya Gullström         | Ucrania      |
| 2011 | Ina Jane Von Herff     | Rusia        |
| 2010 | Robin Ridell           | Armenia      |
| 2009 | Elise Mattison         | Países Bajos |
| 2007 | Molly Sandén           | Serbia       |
| 2006 | Amy Diamond            | Rusia        |
| 2005 | Halahen Zajden         | Noruega      |
| 2004 | Vännerna Queenie       | España       |
| 2003 | Siri Lindgren          | Dinamarca    |